# C. Ellis Moore

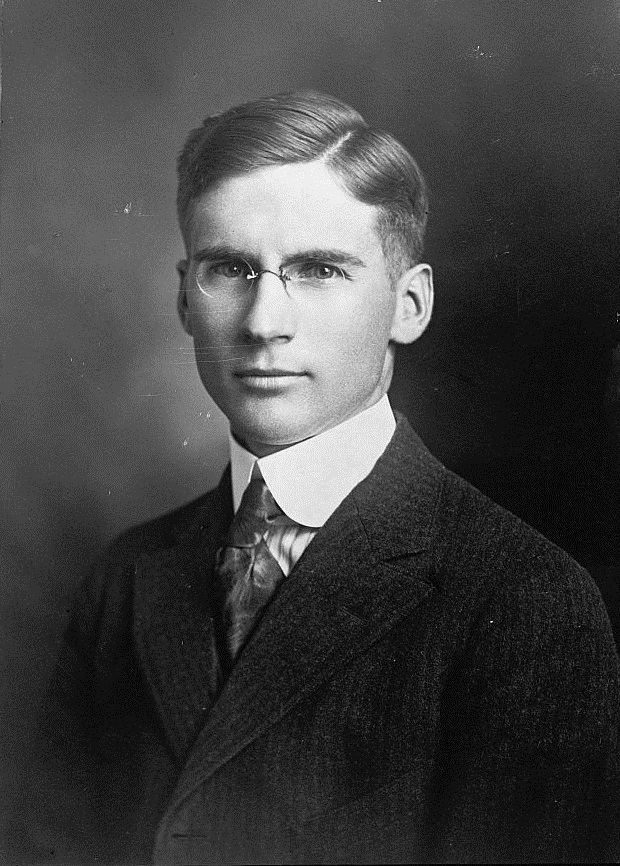
C. Ellis Moore (1923)

Charles Ellis Moore (* 3. Januar 1884 in Middlebourne, Guernsey County, Ohio; † 2. April 1941 in Cambridge, Ohio) war ein US-amerikanischer Politiker. Zwischen 1919 und 1933 vertrat er den Bundesstaat Ohio im US-Repräsentantenhaus.

## Leben
Ellis Moore besuchte die öffentlichen Schulen seiner Heimat und danach das Mount Union College in Alliance. Im Jahr 1907 absolvierte er das Muskingum College in New Concord. Zwischenzeitlich unterrichtete er in Oxford als Lehrer. Nach einem anschließenden Jurastudium an der Ohio State University in Columbus und seiner 1910 erfolgten Zulassung als Rechtsanwalt begann er in Cambridge in diesem Beruf zu arbeiten. Zwischen 1914 und 1918 war er Staatsanwalt im dortigen Guernsey County. Politisch schloss er sich der Republikanischen Partei an.
Bei den Kongresswahlen des Jahres 1918 wurde Moore im 15. Wahlbezirk von Ohio in das US-Repräsentantenhaus in Washington, D.C. gewählt, wo er am 4. März 1919 die Nachfolge von George White antrat.  Nach sechs Wiederwahlen konnte er bis zum 3. März 1933 sieben Legislaturperioden im Kongress absolvieren. In den Jahren 1919 und 1920 wurden der 18. und der 19. Verfassungszusatz ratifiziert. Dabei ging es um das Verbot des Handels mit alkoholischen Getränken bzw. um die bundesweite Einführung des Frauenwahlrechts. Im Jahr 1926 war Moore einer der Abgeordneten, die mit der Durchführung eines Amtsenthebungsverfahrens gegen Bundesrichter George W. English beauftragt waren. Seit 1929 war auch die Arbeit des Kongresses von den Ereignissen der Weltwirtschaftskrise geprägt.
Im Jahr 1932 wurde Charles Moore nicht wiedergewählt. Nach dem Ende seiner Zeit im US-Repräsentantenhaus praktizierte er wieder als Anwalt. Außerdem stieg er in das Bankgewerbe ein. Er starb am 2. April 1941 in Cambridge, wo er auch beigesetzt wurde.